# آرثر هيوز
آرثر هيوز (بالإنجليزية: Arthur Hughes) (1 يناير 1883 في المملكة المتحدة - 18 ديسمبر 1962 في المملكة المتحدة) هو لاعب كرة قدم بريطاني (وحمل سابقاً جنسية المملكة المتحدة لبريطانيا العظمى وأيرلندا) في مركز الهجوم. لعب مع بولتون واندررز ومانشستر سيتي ونادي ترانمير روفرز لكرة القدم ونادي ساوثهامبتون.